# Пермутити
Пермутити (рос. пермутиты, англ. permutites, нім. Permutite m pl) — речовини (алюмосилікати натрію і калію), за допомогою яких змінюють якість води (наприклад, зменшують вміст у ній солей, пом'якшують воду).
Загальний склад визначається формулою Na2O•Al2O3•nSiO2•mH2O.
Пермутити застосовують також для вилучення кольорових і рідкісних металів з розчинів їхніх солей.